# Batkun Peak
Der Batkun Peak (englisch; bulgarisch връх Баткун wrach Batkun) ist ein 1100 m hoher Berg an der Nordenskjöld-Küste des Grahamlands auf der Antarktischen Halbinsel. Er ragt 9,77 km südwestlich des Gusla Peak, 9,43 km nordwestlich des Fothergill Point, 3,43 km nordnordöstlich des Kableshkov Ridge und 23,22 km südöstlich des Baldwin Peak im westlichen Teil des Grivitsa Ridge auf. Der Darwari-Gletscher liegt nördlich und der Sajtschar-Gletscher südlich von ihm.
Britische Wissenschaftler kartierten ihn 1978. Die bulgarische Kommission für Antarktische Geographische Namen benannte ihn 2011 nach der Ortschaft Batkun im Süden Bulgariens.